# Abbazia di Saint-Savin-sur-Gartempe
L'abbazia di Saint-Savin-sur-Gartempe è un'abbazia benedettina di Saint-Savin, nel dipartimento della Vienne.

## Storia
Fu costruita in stile romanico a partire dalla metà dell'XI secolo e contiene numerosi affreschi dell'XI e XII secolo in ottimo stato di conservazione. Nel 1983 essa è stata inserita nell'elenco dei Patrimoni dell'umanità dell'UNESCO.
La chiesa ha una pianta a croce latina, sormontata da una torre a base quadrata dove il transetto interseca le navate. Nel coro si trova un deambulatorio in cui si aprono 5 cappelle intorno ad un'abside poligonale. Successivamente vennero allungate le navate con la costruzione di tre, campate, venne eretta una torre campanaria, un portico e vennero infine aggiunte altre sei campate alle navate della costruzione. Il campanile ha alla sua sommità una guglia che ne porta l'altezza ad oltre 80 metri, aggiunta nel corso del XIV secolo e restaurata nel XIX secolo.

La volta a botte che sovrasta la navata centrale è supportata da colonne con capitelli scolpiti in forma di foglie. Al di sotto della chiesa si trova la cripta dei santi Savino e Cipriano (fratelli e martiri), affrescata con scene della vita dei due santi.

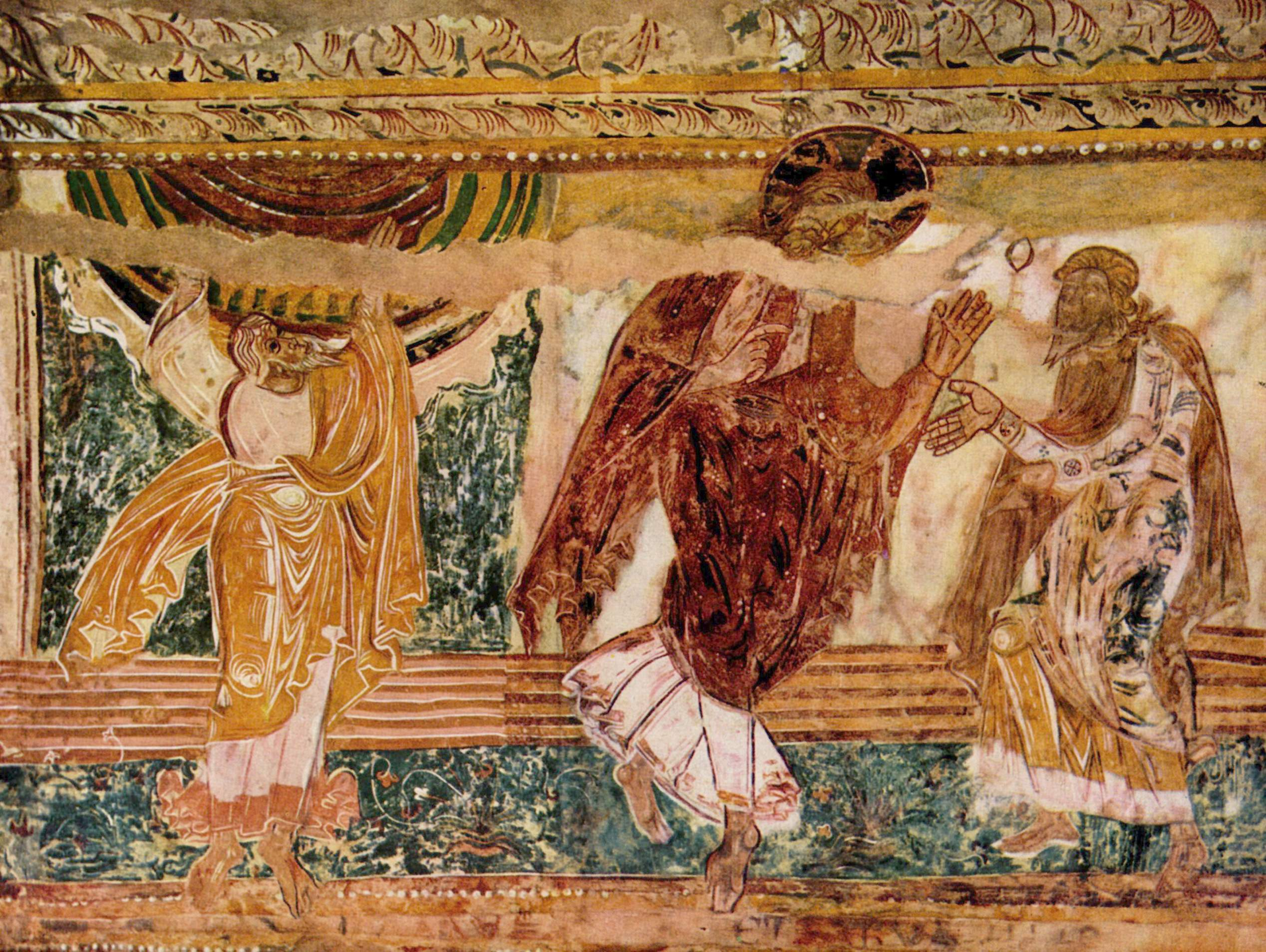
Uno degli affreschi del XII secolo: Dio parla a Noè